# Pąkla niespodziewana
Pąkla niespodziewana (Amphibalanus improvisus) – gatunek wąsonoga z rzędu Sessilia i rodziny Balanidae.
Gatunek ten opisany został w 1854 roku przez Karola Darwina jako Balanus improvisus.
Ciało stożkowate, dochodzące do 17 mm średnicy i 10 mm wysokości. Ubarwienie płytek białe. Wieczko diamentowatego kształtu, nieco ząbkowane.
Pąkle te są obojnakami zdolnymi do fakultatywnego samozapłodnienia. Zapłodnione jaja przechowywane są w organizmie rodzica i do toni wodnej uwalniane są już naupliusy. Te po przekształceniu w larwy cyprysowe szukają twardego podłoża, do którego przyczepiają się i następnie przeobrażają w osiadłą postać dorosłą. Za podłoże służyć mogą skaliste i kamieniste nabrzeża i estuaria, a także konstrukcje hydrotechniczne, burty statków, ciała skorupiaków (np. krabów) i innych zwierząt (np. muszle małży), a nawet glony (np. morszczyn pęcherzykowaty).
Gatunek inwazyjny, pochodzący najprawdopodobniej z wybrzeży północnoamerykańskich. Spotykany w Europie na wybrzeżach Atlantyku, Morza Bałtyckiego i Morza Czarnego, na wybrzeżach: afrykańskim, japońskim, nowozelandzkim oraz wschodnim australijskim, ponadto na pacyficznym wybrzeżu Stanów Zjednoczonych, Meksyku, Kolumbii i Peru. W Polsce jedyny przedstawiciel wąsonogów. Z braku skalistych nabrzeży w polskiej części Bałtyku bytuje wyłącznie na konstrukcjach ludzkich i ciałach niektórych organizmów bentosowych, a nawet na trzcinach.